# Copa Tusker de Tanzània
La Copa Tusker de Tanzània és una competició futbolística que es disputa a Tanzània.
Els tres primers anys fou disputada per clubs tanzans, però la quarta edició, disputada el 2005, va incloure dos equips convidats (Tusker de Kenya i SC Villa d'Uganda). La cinquena edició, també disputada el 2005, es jugà a Kenya. A partir del 2006 es tornà a celebrar a Tanzània.

## Historial
- 2001 Simba SC (Dar es Salaam) venç Young Africans FC (Dar es Salaam)
- 2002 Simba SC (Dar es Salaam) 4-1 Young Africans FC (Dar es Salaam)
- 2003 Simba SC (Dar es Salaam) 1-0 Mtibwa Sugar (Morogoro)
- 2004 no es disputà
- 2005 Simba SC (Dar es Salaam) 2-0 Young Africans FC (Dar es Salaam)
- 2005 Simba SC (Dar es Salaam) 1-0 Tusker FC (Nairobi)
- 2006 Kagera Sugar (Bukoba) 2-1 Simba SC (Dar es Salaam) [pr.]
- 2007 Young Africans FC (Dar es Salaam) 1-0 Mtibwa Sugar (Morogoro)
- 2008 Mtibwa Sugar (Morogoro) 1-0 URA (Kampala)